# 正野隆士
正野 隆士(しょうの たかし、1941年 - )は日本の実業家。元ミサワホーム中国 代表取締役社長、会長、現特別顧問。北九州市 八幡東区出身。

## 経歴
1964年八幡大学二部法経学部経営経済学科卒業。河合楽器に就職。
1968年ミサワホーム岡山に入社。
1982年同社社長。ミサワホーム中国設立後、専務を経て1996年代表取締役社長に就任。
他に岡山県公安委員会委員長、 地方独立行政法人岡山市立総合医療センター理事、 公益財団法人キリスト教青年会日本YMCA同盟評議委員会会長 、岡山シルバー人材理事長センター、NPO団体ふるさと創生プロジェクト特別顧問などを務める。
2018年11月、旭日小綬章。